# Der Sohn des goldenen Westens
Der Sohn des goldenen Westens (Originaltitel: Son of the Golden West) ist ein US-amerikanischer Stummfilmwestern aus dem Jahr 1928 von Eugene Ford mit Tom Mix und Sharon Lynn in den Hauptrollen.

## Handlung
Tom Hardy, ein Reiter des  Pony-Express, entkommt einem Banditenangriff der Slade-Bande und rettet Alice Calhoun, die Tochter des Leiters der Telegrafenvermessung, aus einer außer Kontrolle geratenen Postkutsche.
Mit einer versiegelten Bitte von Jim Calhoun an Regierungstruppen, die Slade-Bande niederzuschlagen, reitet Tom zur Stadt Echo. Nachdem Tom weg ist, greifen Slades Männer die Telegrafenarbeiter an und entführen Alice. Tom kehrt zurück und rettet Alice, die Kavallerie kommt und treibt die Slade-Bande zusammen.

## Hintergrund
Der Film war der erste des beliebten Westernstars Tom Mix nach dem Ende seiner langjährigen Zusammenarbeit mit der Fox Film Corporation.

## Veröffentlichung
Die Premiere des Films fand am 1. Oktober 1928 statt. 1929 kam er im Deutschen Reich und in Österreich in die Kinos.